# Бисопанов, Мамекбай Бисопанович
Мамекбай Бисопанович Бисопанов (каз. Мамекбай Бисопанұлы Бисопанов; 30 декабря 1906, а. Сары-Булак, Копальский уезд, Семиреченская область, Российская империя — 9 ноября 1961) — советский партийный и государственный деятель. Первый секретарь Кустанайского обкома КП(б) Казахстана.

## Биография
Родился 30 декабря 1906 года в ауле Сары-Булак Семиреченской области.
В 1920—1924 годах учился в сельскохозяйственной школе в Коксу.
В 1924—1925 годах был секретарём исполкома Троицкого волостного совета Джетысуйской губернии. В 1925—1927 годах находился на комсомольской работе: был заведующим отделом и ответственным секретарём Талды-Курганского уездного комитета ВЛКСМ.
В 1927 году перешёл на партийную работу. Заведовал агитационно-пропагандистским отделом Талды-Курганского уездного комитета ВКП(б). В 1928 году назначен ответственным секретарём Аксуского уездного комитета ВКП(б) Семипалатинской губернии. В том же году ненадолго переведён в РСФСР инструктором Серпуховского уездного комитета ВКП(б).
Уже в 1929 году Бисопанов возвращается в Казакскую АССР в качестве заведующего организационным отделом райкома ВКП(б) строительства Туркестанско-Сибирской железной дороги. В 1930—1931 году работал ответственным секретарём Малай-Сарынского райкома ВКП(б), в 1931—1932 годах заведовал организационным отделом Карагандинского горкома ВКП(б). В 1932—1933 годах Бисопанов — заместитель заведующего и заведующий отделом Северо-Казахстанского обкома ВКП(б), в 1933—1934 годах — секретарь Нуринского райкома партии Северо-Казахстанской области.
В 1935—1936 годах был слушателем курсов марксизма-ленинизма при ЦК ВКП(б), в 1936—1938 годах учился в Институте красной профессуры в Москве.
В феврале 1938 года назначен исполняющим обязанности второго секретаря Кустанайского обкома КП(б) Казахстана, а в мае — первым секретарём. На этом посту Бисопанов сменил репрессированного Петра Богданова, но проработал только до сентября и уже 20 октября был арестован. Его обвинили по трём частям (2, 7, 11) 58-й статьи УК РСФСР в подготовке вооружённого восстания, подрыве государственного хозяйства и организации контрреволюционных преступлений.
2 декабря 1939 года военный трибунал войск НКВД Казахской ССР приговорил Бисопанова к 10 годам исправительно-трудовых лагерей.
Освобождён в июле 1953 года. 16 июля 1955 года реабилитирован военным трибуналом Туркестанского военного округа за недоказанностью состава преступления.
С августа 1955 года — на пенсии.
Умер 9 ноября 1961 года.